# Festival du documentaire sur la Justice
En France, le Festival du documentaire sur la Justice, organisé par l'Ordre des avocats de Paris, est un festival qui rassemble une sélection de documentaires sur le thème de la Justice. Il décerne un Grand prix du Jury et un Grand Prix du Public,.

## Première édition
Le Festival du documentaire sur la Justice ou Festival du film judiciaire du barreau de Paris est un festival de film national créé en 1997 par le bâtonnier Bernard Vatier,. Son siège social est à Paris au Musée du Barreau. En 2013, la présidente Christiane Féral-Schuhl l'intitulait « Film et justice ». Des festivals de cinéma ont lieu chaque année dans l'auditorium de la Maison du Barreau. Le festival a pour ambition d'aborder des débats de sociétés vu sous l'angle de la Justice en utilisant le septième art comme moyen d'expression.

## Editions[3],[5]
| Année | Dates           | Lieu  | Président                 |
| ----- | --------------- | ----- | ------------------------- |
| 1997  | 21-27 mars      | Paris | Bertrand Tavernier        |
| 1998  | 20-24 mars      | Paris | Claude Miller             |
| 1999  | 19-23 mars      | Paris | Pierre Granier-Deferre    |
| 2000  | 6-10 octobre    | Paris | Costa Gavras              |
| 2015  | 26-28 mars      | Paris | Pierre Haski              |
| 2017  | 13-15 septembre | Paris | Isabelle Giordano         |
| 2023  | 14-21 septembre | Paris | Serge Moati               |
| 2024  | 4-6 février     | Paris | Bernard de La Villardière |

## Nouvelle édition

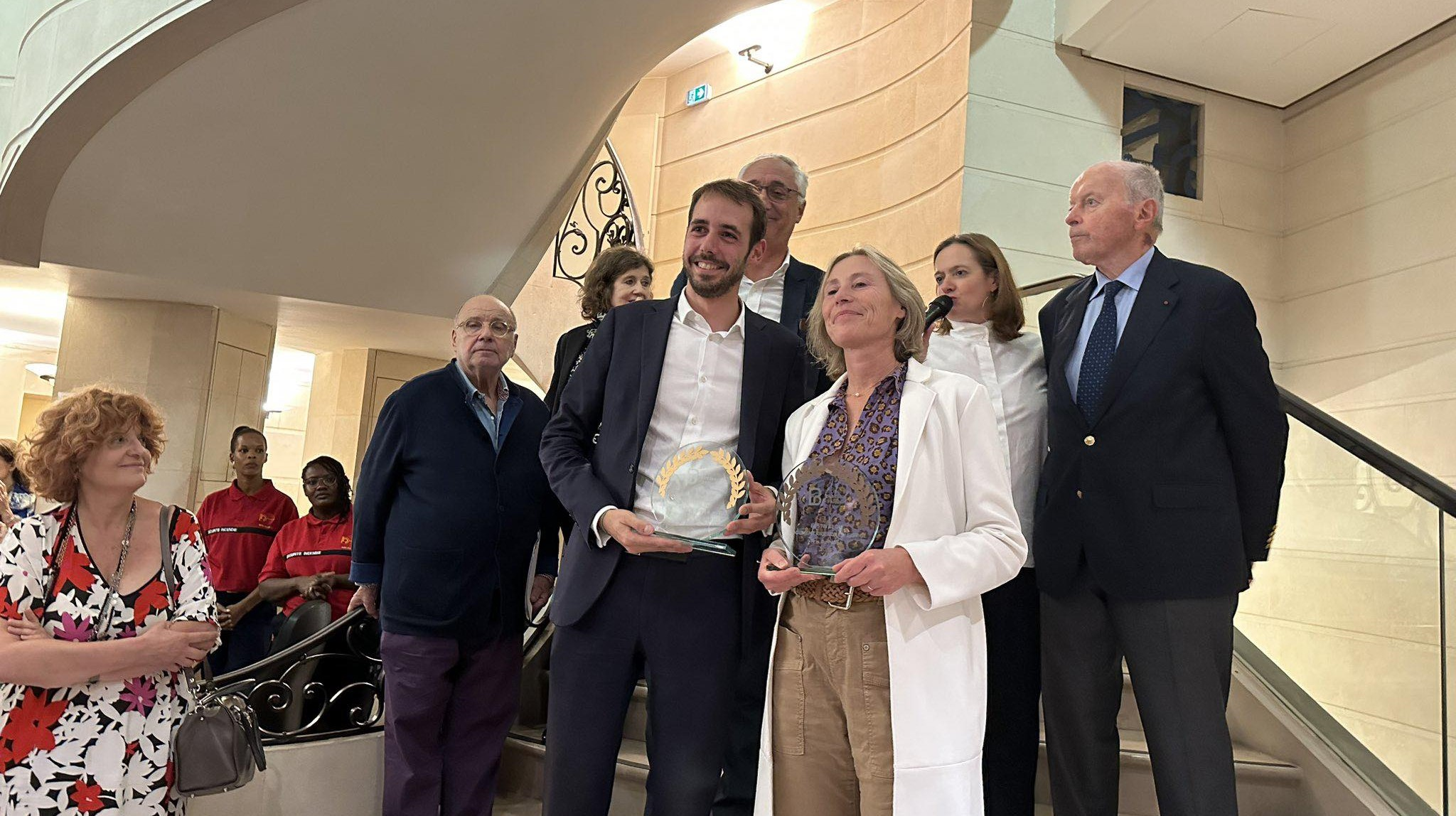
Jury 2023 composé de Serge Moati, Jacques Toubon, Laure Beccuau, Julie Couturier et Dominique Simonnot

En 2023, la nouvelle édition du Festival du Film Judiciaire du Barreau de Paris s'appelle le Festival du documentaire sur la Justice. L'Ordre des avocats de Paris a sélectionné et mis en compétition 11 films sur le thème judiciaire jugés par un jury composé de personnalités du monde judiciaire, de journalistes et d'intellectuels afin de décerner deux prix dont celui du Jury et celui du Public, le festival s'est déroulé du 18 au 21 septembre 2023 à l'auditorium du Barreau de Paris. Ce festival est considéré par la presse comme « l'un des festivals les plus anciens et les plus prestigieux sur le thème de la justice ». Le festival était présidé par Serge Moati, les deux plus jeunes cinéastes de la sélection étaient Guillaume Gevart et Dylan Besseau. La réalisatrice Lise Baron a remporté le Grand Prix du Jury, le réalisateur Gaël Faye a remporté le Grand Prix du Public et la mention spéciale du Jury a été attribuée à la réalisatrice Hélène Lam Trong.

## Deuxième édition
En 2024, la seconde édition est présidée par Bernard de La Villardière. Le jury était composé de l'ancien vice-bâtonnier de Paris Basile Ader, de l'ancien ministre Manuel Valls, l'avocate en droit pénal Rachel-Flore Pardo, de la présidente de la Cour d'assises Sophie-Hélène Château, du procureur de Tours Frédéric Chevalier, du producteur David Nitlich, de la vice-bâtonnière de Paris Vanessa Bousardo